# Urtica ferox
Urtica ferox är en nässelväxtart som beskrevs av Forst. f.. Urtica ferox ingår i släktet nässlor, och familjen nässelväxter. Inga underarter finns listade i Catalogue of Life.